# Hermann Basler
Hermann Siegfried Basler (* 6. Oktober 1896 in Ludwigshafen am Rhein; † 17. September 1982 in Inning am Ammersee) war ein deutscher Schauspieler, Filmproduzent und Drehbuchautor.

## Leben
Basler war der Sohn des Chemikers Adolf Basler und seiner Frau Maria geborene Lieser. Seine Schwester war die Schauspielerin und Sängerin Lulu Basler. Er hielt sich von 1916 bis 1918 in den USA auf, woher er die Begeisterung für Spannungsfilme mit nach Deutschland zurückbrachte, die er dann ab 1919 mit der „Chateau Kunst-Film“ zunächst in Heidelberg, später mit der „Chateau Filmwerk GmbH“ in Ludwigshafen und schließlich in Berlin produzierte. Als Schauspieler verpflichtete er dabei nicht nur Laien aus Sportclubs und Industriearbeiter aus dem Hemshof, sondern auch seine Familie – wobei sein Vater Adolf ihn als Geschäftsführer und Autor und seine Mutter Mary als Koautorin unterstützte – und zahlreiche Jungdarsteller, darunter Kurt Bernhardt und Conny Carstennsen, sowie Kameramann Phil Jutzi. So entstehen Filme mit dem Detektiv „Ferry White“ und dem Pistolenhelden „Bull Arizona“ – beeinflusst durch William S. Hart – und auch ein auf dem Neckar gedrehtes Hochseedrama.
Im März 1924 gründete er gemeinsam mit dem Kaufmann Wladimir Martinoff die „Dera Deutsch-Russische Film-Allianz GmbH“ (1924–1930). Gegenstand des Unternehmens war laut Handelsregistereintrag „die Pflege der deutsch-russischen Filmbeziehungen, Förderung der russischen Filmproduktion, Herstellung von Filmen in Russland, Verwertung sämtlicher russischer Filmfabrikate im Ausland, Lieferung von Roh- und Spielfilmen und sämtlichem Kinobedarf nach Russland, ferner Förderung der russischen Industrie und Wirtschaft und des Erziehungswesens mit Mitteln des Films“.
Ende der 1920er Jahre musste Basler der großen Konkurrenz und der 1920 erfolgten Einführung der Zensur Tribut zollen und konnte mit seiner kleinen Produktionsgesellschaft nicht am Markt mithalten. Er verließ das Filmgeschäft und arbeitete als Unternehmer in der holzverarbeitenden Industrie, wo er z. B. mit seiner Firma Spanplatten produzierte. Ihm gelang es dabei auch, zahlreiche Erfindungen zu tätigen und als Patente zuzulassen.

## Filmografie (Auswahl)
- 1919: Bull Arizona, der Wüstenadler
- 1920: Der Überfall in der Sierra-Nevada-Schlucht (Darsteller, Drehbuch, Regie)
- 1920: Das Vermächtnis der Prärie
- 1921: Der schwarze Bill
- 1922: Reisebilder aus Sowjetrussland (Regie, Produzent)